# Parafia Najświętszego Serca Pana Jezusa w Wojsce
Parafia Najświętszego Serca Pana Jezusa w Wojsce – parafia rzymskokatolicka należąca do diecezji gliwickiej (dekanat Toszek). Powstała w 1940 roku. Kościół Najświętszego Serca Pana Jezusa został wzniesiony w latach 1934–1940. Proboszczem parafii od 1 września 2021 jest ks. Przemysław Tyburski.

## Proboszczowie
- ks. Alojzy Trocha (1940–1980)
- ks. Jerzy Bednarek (1980–1996)
- ks. prał. Piotr Puchała (1996–2021)[2]
- ks. Przemysław Tyburski (od 2021)